# Рубіжне Місто
Рубі́жне Мі́сто (також 933 км, Хімік) — пасажирський залізничний зупинний пункт Лиманської дирекції Донецької залізниці.
Розташований на західній околиці Рубіжного, Сіверськодонецький район, Луганської області (поблизу Рубіжанського хімічного комбінату) на лінії Сватове — Попасна між станціями Рубіжне (3 км) та Кремінне (10 км).
Не зважаючи на військову агресію Росії на сході Україні, транспортне сполучення не припинене, щодоби п'ять пар приміських поїздів здійснюють перевезення за маршрутом Сватове — Попасна, проте вони зупиняються тільки по станціях.